# Hybothorax graffii
Hybothorax graffii is een vliesvleugelig insect uit de familie bronswespen (Chalcididae). De wetenschappelijke naam is voor het eerst geldig gepubliceerd in 1844 door Ratzeburg.